# Škoda Rapid (2012)
 For alternative betydninger, se Škoda Rapid. (Se også artikler, som begynder med Škoda Rapid)
Škoda Rapid (type NH) er en lille mellemklassebil. Den serienære prototype Škoda MissionL kunne allerede ses på Frankfurt Motor Show 2011. Bilen lukker hullet mellem Fabia og Octavia, og er ligesom Roomster baseret på flere forskellige platforme.

## Produktion
Rapid bygges sammen med den identiske SEAT Toledo IV på Škodas fabrik i Mladá Boleslav, og kom på markedet den 20. oktober 2012.
I Indien er der siden 2011 blevet bygget en bilmodel, som ikke har noget at gøre med den europæiske model, men som også hedder Rapid.

## Karrosserivarianter
Rapid fandtes i starten kun som femdørs combi coupé med stor bagklap, som i september 2013 blev suppleret af en kortere hatchbackudgave med navnet Rapid Spaceback. Motorprogrammet er identisk i begge versioner, dog kan den mindste benzinmotor med 75 hk ikke leveres til Rapid Spaceback.
- Bagfra
- Škoda Rapid Spaceback (2013−)
- SEAT Toledo (2012−)

## Udstyr
Standardudstyret omfatter blandt andet seks airbags, ABS og ESP, centrallåsesystem, servostyring, højdejusterbart rat og el-ruder. Modellen findes i udstyrsvarianterne Active, Ambition og Elegance. De to sidstnævnte udstyrsvarianter råder over flere yderligere udstyrsdetaljer, som f.eks. klimaanlæg.
Rapid Spaceback kan mod merpris leveres med et panoramaglastag med forlænget glasbagrude.

## Motorer
| Model         | Cylindre | Ventiler | Slagvolume cm³ | Max. effekt kW (hk) / omdr. | Max. drejningsmoment Nm / omdr. | 0-100 km/t sek. | Topfart km/t | Byggeår   |
| ------------- | -------- | -------- | -------------- | --------------------------- | ------------------------------- | --------------- | ------------ | --------- |
| Benzinmotorer |          |          |                |                             |                                 |                 |              |           |
| 1.2 MPI       | 3        | 12       | 1198           | 55 (75) / 5400              | 112 / 3750                      | 13,9            | 175          | 10/2012 − |
| 1.2 TSI       | 4        | 8        | 1197           | 63 (86) / 4800              | 160 / 1500 − 3500               | 11,8            | 183          | 10/2012 − |
| 1.2 TSI       | 4        | 8        | 1197           | 77 (105) / 5000             | 175 / 1550 − 4100               | 10,3            | 195          | 10/2012 − |
| 1.4 TSI       | 4        | 16       | 1390           | 90 (122) / 5000             | 200 / 1500 − 4000               | 9,5             | 206          | 10/2012 − |
| Dieselmotorer |          |          |                |                             |                                 |                 |              |           |
| 1.6 TDI (CR)  | 4        | 16       | 1598           | 66 (90) / 4200              | 230 / 1500 − 2500               |                 |              | 7/2013 −  |
| 1.6 TDI (CR)  | 4        | 16       | 1598           | 77 (105) / 4400             | 250 / 1500 − 2500               | 10,4            | 190          | 10/2012 − |